# Budalin (township)
Budalin – township w Mjanmie, w prowincji Sikong i dystrykcie Monywa.
Według spisu z 2014 roku zamieszkuje tu 123 539 osób, w tym 55 106 mężczyzn i 68 433 kobiety, a ludność miejska stanowi 4,2% populacji.
Teren township dzieli się na miasteczko Budalin oraz jednostek administracyjnych czwartego rzędu (village tract), obejmujących następujące wsie:
- Aung Chan Thar: Kan Thar, Min Yway
- Dan Taing: Dan Taing
- Gway Pin Kyin: Gway Pin Kyin
- Hnaw Pin Gyi: Chaung Mee To, Hnaw Pin Gyi
- Hlwe To: Hlwe To
- Hta Naung Kone: Hta Naung Kone
- Htan Taw: Htan Taw, Nyaung Thu Myar
- Ka Toe: Ka Toe
- Kan Swei: Kan Swei
- Kan Thit: Kan Thit
- Khoe Chaung: Aung San Myint, Khoe Chaung, Chat Ka Lay
- Kin San (Kin Khan): Kin San
- Kone Thar: Kone Thar, Htu Gyi
- Ku Taw: Ku Taw, Ywar Mun
- Kun Oh: Kun Oh
- Kyaung: Kyaung
- Kyee Pin Chaung: Kyee Pin Chaung
- Kyoet Kon: Kyoet Kon
- Lay Myay: Lay Myay
- Ma Gyi Oke: Ma Gyi Oke
- Mauk Tet: Mauk Tet, Taw U Ba, Wet Ye
- Maung Htaun: Lel Di, Maung Htaun
- Myauk Taw: Yae Kan Su
- Myo Paw: Myo Paw
- Myo Thit Chaun: Myo Thit Chaun, Pay Pin Thar
- Nay Pu Kone: Tha Man Taw, Nay Pu Kone, Ywar Shey
- Nga Pu Yin: Nga Pu Yin
- Ngar Yae Win: Ngar Yae Win
- Nyaung Kan: Nyaung Kan, Oke Aing
- Oke Hpo: Oke Hpo
- Se Gyi: Ma Daing Kyin, Se Gyi
- Si Par: Si Par, Tet Hlaing
- Sin Yan: Sin Yan
- Son Kone: Son Kone
- Taw Way: Na Be Thar
- Tha Khut Ta Nei: The Gyi, Nyaung Kone, Tha Khut Ta Nei
- Tha Pyay Pin: Tha Pyay Pin
- Thar Hpan: Thar Hpan, Inn Te, Koke Ko Kyin
- Thee Pin Aing: Koke Ko Su, Thee Pin Aing
- Twin: Twin
- Wet Lu Aing: Pyu Tu, Wet Lu Aing, Mon Oh, Taung Kyin
- Wet Poke: Wet Poke
- Wun Bo: Shwe Sar Yay, Wun Bo
- Yae Bu Ta Li: Shan Te Kaing, Ya Thit, Ma Gyi Tan, Chaung Wa Gyi
- Ye Htwet: Ye Htwet
- Yon Hlay Kone: Ta Yaw Taw
- Ywar Thit: Ywar Thit, Ma Gyi Oke, Hpa Yar Gyi, Son Kone, Let Khoke Kone
- Ywar Thit Shwe Let: Mun Taw, Ywar Thit Shwe Let